# Paratendipes caunteri
Paratendipes caunteri är en tvåvingeart som först beskrevs av Jean-Jacques Kieffer 1913.  Paratendipes caunteri ingår i släktet Paratendipes och familjen fjädermyggor. Inga underarter finns listade i Catalogue of Life.